# Sbor Bratrské jednoty baptistů ve Zlíně
Sbor Bratrské jednoty baptistů ve Zlíně je místním křesťanským společenstvím (sborem Bratrské jednoty baptistů), které se schází ve Zlíně na adrese Hluboká č.p. 1343/27.

## Historie
Misijní činnost baptistů začala ve Zlíně roku 1925; o pět let později byla ustavena kazatelská stanice, podřízená nejprve vsetínskému a následně kroměřížskému sboru. Roku 1949 vznikl ve Zlíně (Gottwaldově) samostatný baptistický sbor. Modlitebna na ul. Hluboké byla otevřena roku 1982.

### Kazatelé
- 1949–1971: Václav Zbořil
- 1971–1976: Miloš Šolc
- 1976–1999: Jan Titěra
- 1999– 2021: Marek Titěra